# Kenneth McKenzie (commerçant de fourrures)
Pour les articles homonymes, voir McKenzie et Kenneth Mackenzie.
Kenneth McKenzie (15 avril 1797 – 26 avril 1861) est un commerçant de fourrures en Amérique du Nord d'origine écossaise.

## Biographie
Kenneth McKenzie est né le 15 avril 1797 à Bradlack en Écosse. Il émigre au Canada en 1816 et entre au service de la Compagnie du Nord-Ouest puis, en février 1822, s'installe à Saint-Louis dans le Missouri et contribue à fonder la Columbia Fur Company. La compagnie est rachetée en 1827 par John Jacob Astor et réorganisée sous le nom de Upper Missouri Outfit au sein de l'American Fur Company.

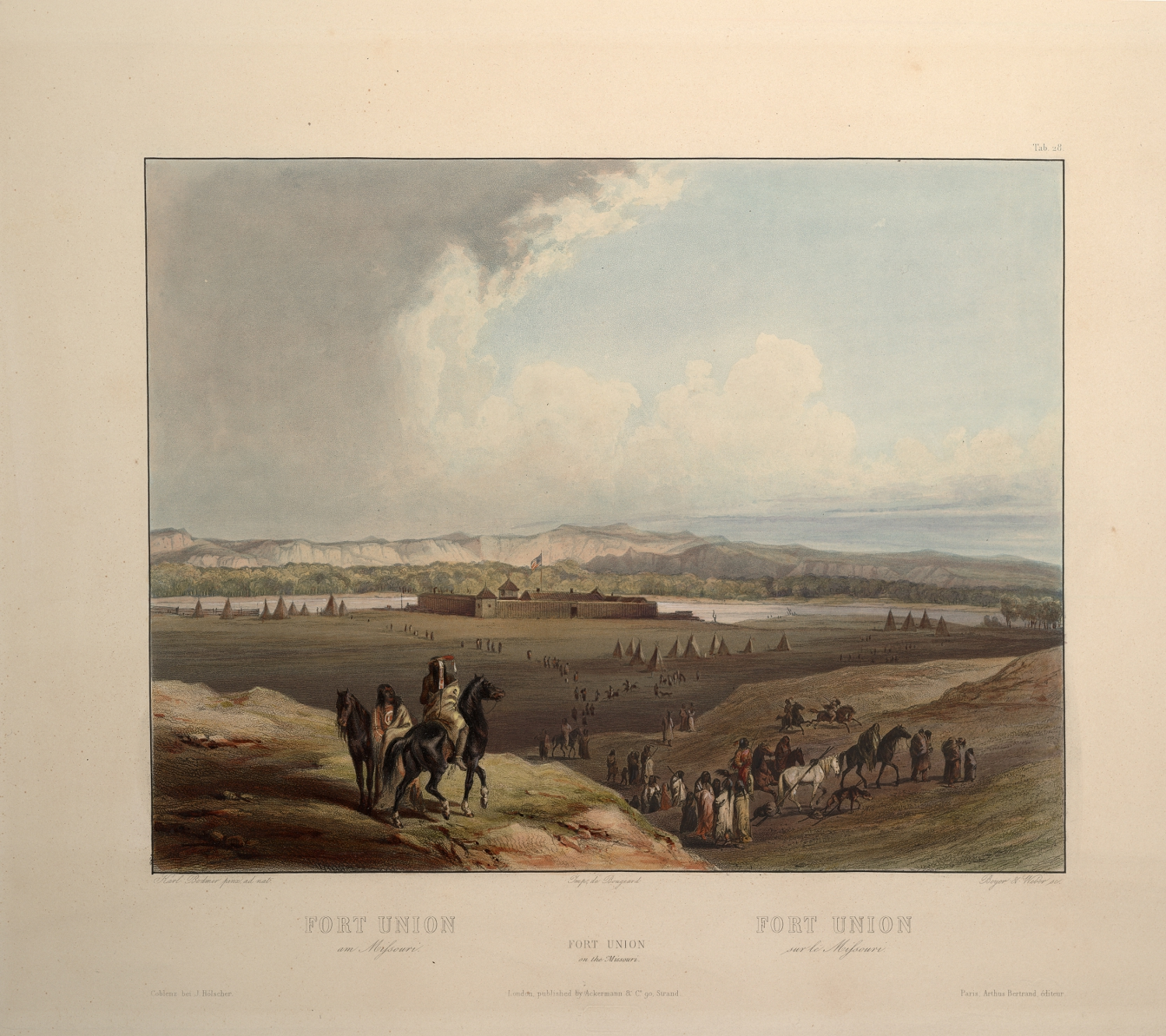
Fort Union peint par Karl Bodmer en 1832-1834.

McKenzie s'emploie alors à étendre le commerce de fourrures pour la compagnie dans tout le Haut-Missouri et établit en 1828 Fort Union à proximité de la confluence de la Yellowstone avec le Missouri. Il établit des contacts commerciaux avec les Pieds-Noirs et fait construire de nouveaux postes de traite dont Fort Clark près des villages mandans et Fort Piegan, bientôt remplacé par Fort McKenzie, au pays des Pieds-Noirs. En cinq ans, le contrôle du Missouri par l'American Fur Company semble assuré. À la fois craint et respecté par ses subordonnés, McKenzie est surnommé « le roi du Missouri » ou encore « l'empereur de l'Ouest ».
Afin de contourner les lois qui interdisent le commerce de l'alcool en pays amérindien, McKenzie fait installer en 1834 une distillerie à Fort Union mais lorsque cela arrive à la connaissance du public, l'indignation est telle que McKenzie doit se retirer pour un temps. Il part alors pour l'Europe avant de revenir à Saint-Louis au printemps suivant et se lance dans le commerce de vins et d'alcools.
Il meurt le 26 avril 1861 à Saint-Louis et est inhumé au cimetière Bellefontaine.